# 辽代边壕

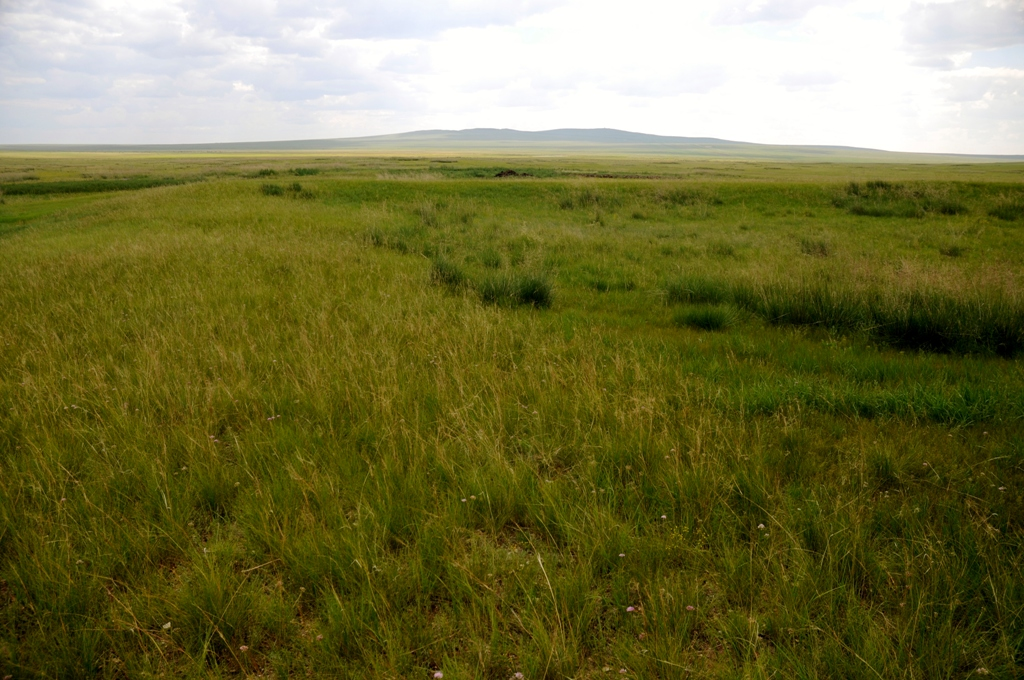
呼伦贝尔草原的辽代边壕戍堡遗址

辽代边壕是辽代在乌古敌烈等部修筑的防御工事，俄罗斯历史学家称其为成吉思汗边墙（俄语：Вал Чингисхана）。边壕东起自中国内蒙古自治区额尔古纳市上库力乡西面的库力河西岸，经拉布达林镇后沿根河左岸由东向西，至额尔古纳河后沿额尔古纳河右岸折向南，经陈巴尔虎旗八大关后，在呼热图东北10公里处越过额尔古纳河进入俄罗斯外贝加尔边疆区境内，沿额尔古纳河左岸行至凯拉斯堆西南4公里处离开河岸向西南延伸，在满洲里国门西5公里处进入中国新巴尔虎右旗境内，再向西60余公里后进入蒙古国东方省境内，在克鲁伦河以北和乌勒吉河以南区域向西南延伸，进入肯特省后，先沿乌勒吉河南岸，后跨过乌勒吉河沿北岸，最后终止于乌勒吉河源附近。边壕在中国境内长度约210公里，在俄罗斯境内长度约109公里，在蒙古国境内长度约416公里，总长度约738公里。在边壕内侧发现了67座戍堡遗址，在中国境内有18座，在俄罗斯境内有11座，蒙古国境内有38座。
而以色列考古学家在英国《文物》杂志上发表的研究表明，“成吉思汗边墙”北线的许多结构体高度较低，不适合军事防御，而且靠近道路和其他有助于人口控制的场所。研究人员吉德翁·谢拉赫·拉维表示，“它并不是为抵御军队或游牧部落大规模侵袭而建造的，而是为了监控游牧人口及其牧群的活动”。放射性碳测年结果也显示，这些城墙建于公元1000年至1100年间，大致相当于统治中国北方的辽代，早于金朝及更晚的成吉思汗时代（公元1162年至1227年），这也意味着其建设并非为了抵御成吉思汗的蒙古军队。